# Canton de Troyes-1
Le canton de Troyes-1 est une circonscription électorale française située dans le département de l'Aube et la région Grand Est.
À la suite du redécoupage cantonal de 2014, les limites territoriales du canton sont remaniées.

## Histoire
Le canton de Troyes-1 a été créé en 1801.
Il a été restructuré une première fois en 1973.
Un nouveau découpage territorial de l'Aube (département) entre en vigueur à l'occasion des élections départementales de mars 2015, défini par le décret du 21 février 2014, en application des lois du 17 mai 2013 (loi organique 2013-402 et loi 2013-403). Les conseillers départementaux sont, à compter de ces élections, élus au scrutin majoritaire binominal mixte. Les électeurs de chaque canton élisent au Conseil départemental, nouvelle appellation du Conseil général, deux membres de sexe différent, qui se présentent en binôme de candidats. Les conseillers départementaux sont élus pour six ans au scrutin binominal majoritaire à deux tours, l'accès au second tour nécessitant 12,5 % des inscrits au premier tour. En outre la totalité des conseillers départementaux est renouvelée. Ce nouveau mode de scrutin nécessite un redécoupage des cantons dont le nombre est divisé par deux avec arrondi à l'unité impaire supérieure si ce nombre n'est pas entier impair, assorti de conditions de seuils minimaux. Dans l'Aube, le nombre de cantons passe ainsi de 33 à 17.
Le canton est entièrement inclus dans l'arrondissement de Troyes. Le bureau centralisateur est situé à Troyes.

## Géographie
Ce canton est organisé autour de Troyes dans l'arrondissement de Troyes. 

## Représentation

### Conseillers d'arrondissement de 1833 à 1940
| Période                                  | Période      | Identité                                         | Étiquette | Qualité |
| ---------------------------------------- | ------------ | ------------------------------------------------ | --------- | --- |
| 1833                                     | 1839         | Augustin Pierre Michel Gérard-Fleury (1787-1857) |           | Négociant, adjoint au maire de Troyes                                                                       |
| 1839                                     | 1848         | Ambroise Regnault-Velut                          |           | Négociant, premier adjoint au maire de Troyes                                                               |
|                                          |              |                                                  |           | |
| 1871                                     | 1875 (décès) | Joseph Théophile Boutiot (1816-1875)             |           | Greffier, conseiller municipal de Troyes                                                                    |
|                                          |              |                                                  |           | |
|                                          | 1885 (décès) | Antoine Pierre Dard (1819-1885)                  |           | Meunier à Villecerf                                                                                         |
|                                          |              |                                                  |           | |
| 1895                                     | 1901         | Louis Martin Dauvet-Dosseur                      |           | Cultivateur, maire de Pont-Sainte-Marie                                                                     |
| 1901                                     | 1902 (décès) | Frumence Moire (1858-1902)                       | SFIO      | Cafetier et épicier à Troyes                                                                                |
| 1902                                     | 1919 (décès) | Émile Beuve (1842-1919)                          | Radical   | Agriculteur et apiculteur, maire de Creney                                                                  |
| 1919                                     | 1931         | Jules Enfroy (1875-1933)                         | SFIO      | Bonnetier                                                                                                   |
| 1931                                     | 1937         | Maurice Péronnet, dit Sylvan                     | PC-SFIC   | Secrétaire régional du PC-SFIC                                                                              |
| 1937                                     | 1940         | Marius Navoizat (1900-1978)                      | PC-SFIC   | Tourneur sur métaux puis charbonnier Déchu de ses mandats en octobre 1939                                   |
| 1940                                     |              |                                                  |           | Les conseils d'arrondissement ont été suspendus par la loi du 12 octobre 1940 et n'ont jamais été réactivés |
| Les données manquantes sont à compléter. |              |                                                  |           | |

### Conseillers généraux de 1833 à 1973
| Période | Période          | Identité                                  | Étiquette                       | Qualité |
| ------- | ---------------- | ----------------------------------------- | ------------------------------- | --- |
| 1833    | 1839 (décès)     | Ange Louis Astruc (1775-1839)             |                                 | Officier d'intendance, propriétaire rue des Lorgnes à Troyes                                                  |
| 1839    | 1848             | Augustin African Stourm                   | Opposition libérale puis Centre | Avocat puis magistrat Député (1837-1849) Sénateur (1861-1865)                                                 |
| 1848    | 1852             | Louis Alphonse Pillard-Tarin              |                                 | Propriétaire, maire de Saint-Parres-les-Tertres                                                               |
| 1852    | 1864             | Léon Boilletot                            |                                 | Manufacturier, membre de la Chambre de commerce de Troyes                                                     |
| 1864    | 1871             | Pierre Alexandre Lenormand de Bretteville |                                 | Général commandant le département de l'Aube                                                                   |
| 1871    | 1882 (décès)     | Hippolyte Douine                          |                                 | Manufacturier                                                                                                 |
| 1882    | 1892             | Léon Couturat                             | Gauche                          | Manufacturier (Société Générale de Bonneterie)                                                                |
| 1892    | 1919 (décès)     | Nicolas Denizot                           | Socialiste                      | Propriétaire, maire de Saint-Parres-les-Tertres                                                               |
| 1919    | 1924 (démission) | Louis Croisé                              | SFIO puis PC-SFIC puis SFIO     | Sabotier à Palis Conseiller municipal de Troyes                                                               |
| 1924    | 1927 (décès)     | Jules Lebocey                             | Rad.                            | Industriel Président de la Fédération radicale-socialiste de l'Aube Adjoint au maire de Troyes                |
| 1927    | 1940             | René Plard                                | PC-SFIC puis PUP                | Commis des PTT puis avocat Maire de Troyes (1935-1940) Député (1932-1940)                                     |
|         |                  |                                           |                                 | |
| 1945    | 1955             | Bernard Balestié                          | PCF puis DVG                    | Commerçant |
| 1955    | 1970             | Adrien Gennevois                          | PCF                             | Ouvrier de bonneterie                                                                                         |
| 1970    | 1972 (décès)     | Gabriel Thierry                           | SFIO-PS                         | Employé des chemins de fer Maire de Sainte-Savine (1944-1971) Ancien Président du Conseil Général (1945-1949) |

### Conseillers généraux de 1973 à 2015
| Période | Période      | Identité       | Étiquette  | Qualité |
| ------- | ------------ | -------------- | ---------- | --- |
| 1973    | 1992 (décès) | André Gravelle | PS         | Journaliste Député (1973-1978)                                                                                      |
| 1992    | 2001         | Jacky Morin    | UDF-DL     | Adjoint au Maire de Troyes                                                                                          |
| 2001    | 2015         | Marc Bret      | PS puis SE | Cadre du secteur public Conseiller municipal puis adjoint au maire de Troyes Élu en 2015 dans le canton de Troyes-4 |

### Conseillers départementaux après 2015
| Période élective | Période élective | Mandat | Mandat   | Identité            | Nuance | Nuance | Qualité |
| ---------------- | ---------------- | ------ | -------- | ------------------- | ------ | ------ | --- |
| 2015             | 2021             | 2015   | 2021     | Elisabeth Philippon |        | LR     | Maire adjoint de Troyes jusqu'en 2020 Conseiller communautaire du Grand Troyes                                                                                              |
| 2015             | 2021             | 2015   | 2021     | Jacky Raguin        |        | LR     | Chef d'entreprise Maire de Creney-près-Troyes, ancien conseiller général du canton de Troyes-2 Vice-président de la Communauté de communes Seine, Melda, Coteaux Champenois |
| 2021             | 2028             | 2021   | en cours | Élisabeth Philippon |        | LR     | Conseillère sortante |
| 2021             | 2028             | 2021   | en cours | Jacky Raguin        |        | LR     | Conseiller sortant |

### Résultats détaillés

#### Élections de mars 2015
À l'issue du premier tour des élections départementales de 2015, deux binômes sont en ballottage : Élisabeth Philippon et Jacky Raguin (UMP, 45,97 %) et Philippe Arbona et Martine Massin (FN, 25,96 %). Le taux de participation est de 44,29 % (4 161 votants sur 9 395 inscrits) contre 50,14 % au niveau départemental et 50,17 % au niveau national.
Au second tour, Élisabeth Philippon et Jacky Raguin (UMP) sont élus avec 72,17 % des suffrages exprimés et un taux de participation de 43,03 % (2 707 voix pour 4 043 votants et 9 395 inscrits).

#### Élections de juin 2021
Le premier tour des élections départementales de 2021 est marqué par un très faible taux de participation (33,26 % au niveau national). Dans le canton de Troyes-1, ce taux de participation est de 25,51 % (2 378 votants sur 9 321 inscrits) contre 32,18 % au niveau départemental. À l'issue de ce premier tour, deux binômes sont en ballottage : Élisabeth Philippon et Jacky Raguin (LR, 47,63 %) et David Blanchon et Valérie Labarre (Union à gauche avec des écologistes, 29,56 %).
Le second tour des élections est marqué une nouvelle fois par une abstention massive équivalente au premier tour. Les taux de participation sont de 34,3 % au niveau national, 32,31 % dans le département et 26,69 % dans le canton de Troyes-1. Élisabeth Philippon et Jacky Raguin (LR) sont élus avec 68,73 % des suffrages exprimés (1 580 voix pour 2 471 votants et 9 259 inscrits),,. 

## Composition

### Composition de 1833 à 1973
- Saint-Benoit-sur-Seine
- Creney
- Lavau
- Sainte-Maure
- Mergey
- Saint-Parres-aux-Tertres
- Pont-Sainte-Marie
- Troyes (en partie)
- Vailly
- Villecerf
- Villechétif

### Composition de 1973 à 2015

Situation du canton de Troyes-1 dans le département de l'Aube avant 2015.

Le canton de Troyes 1er Canton se composait d'une fraction de la commune de Troyes et des communes de Saint-Parres-aux-Tertres et Villechétif.

### Composition à partir de 2015
| Nom                            | Code Insee | Intercommunalité              | Superficie (km2) | Population (dernière pop. légale)                | Densité (hab./km2) | Modifier                                    |
| ------------------------------ | ---------- | ----------------------------- | ---------------- | ------------------------------------------------ | ------------------ | ------------------------------------------- |
| Troyes (bureau centralisateur) | 10387      | CA Troyes Champagne Métropole | 13,20            | Fraction : 20 418 (2022) Commune : 62 443 (2022) | 4 731              | modifier les données · modifier les données |
| Canton de Troyes-1             | 1012       |                               |                  | 20 418 (2022)                                    |                    | modifier les données                        |

Le nouveau canton de Troyes-1 comprend la partie de la commune de Troyes située :
- Au sud d'une ligne définie par l'axe des voies et limites suivantes : depuis la limite territoriale de la commune de Sainte-Savine, rue des Fossés-Patris, rue Fernand-Giroux, esplanade Lucien-Péchart, rue Coulommière, rue de la Bertauche, rue du Fort-Chevreuse, avenue Pasteur, rue Charles-Delaunay, rue de Preize, rue Georgia-Knap, avenue Chomedey-de-Maisonneuve, boulevard Danton, cours de la Seine, jusqu'à la limite territoriale de la commune de Lavau ;
- Au nord d'une ligne définie par l'axe des voies et limites suivantes : depuis la limite territoriale de la commune de Saint-Parres-aux-Tertres, rue Héloïse-et-Abélard, boulevard Georges-Pompidou, rue de Chesterfield, rue Nicolas-Cordonnier, rue de la Becquerie, rue Paul-Cambon, rue Philippe-de-Champaigne, rue de la Lune, rue de Gournay, impasse du Voyer, rue du Voyer, boulevard Henri-Barbusse, quai Saint-Dominique, place du Vouldy, boulevard du 14-Juillet, boulevard du Ier-Régiment-d'Artillerie-de-Montagne, boulevard Victor-Hugo, rue de la Tour-Boileau, rue Jeanne-d'Arc, place Robert-Galley, jusqu'à la limite territoriale de la commune de Saint-André-les-Vergers.

## Démographie

### Démographie avant 2015
| 1962 | 1968 | 1975 | 1982 | 1990   | 1999   | 2006   | 2011   | 2012   |
| ---- | ---- | ---- | ---- | ------ | ------ | ------ | ------ | ------ |
| -    | -    | -    | -    | 13 576 | 14 323 | 14 483 | 14 270 | 14 823 |

### Démographie depuis 2015
En 2022, le canton comptait 20 418 habitants, en évolution de −1,49 % par rapport à 2016 (Aube : +0,7 %, France hors Mayotte : +2,11 %).
| 2013   | 2018   | 2022   |
| ------ | ------ | ------ |
| 20 235 | 20 987 | 20 418 |